# 華納達爾斯火山
华纳达尔斯火山（發音：[ˈkʰvanːaˌtalsˌn̥juːkʏr̥, ˈxʷa-]），又译为華納達爾斯赫努克火山，是冰島最高峰，位於其東南部地區。根據官方於2005年8月正式的測量，其高度為2,109.6米（以前測量為2,119米）。
該火山位於瓦特纳冰川国家公园內，而且橫臥在厄賴法冰蓋上，是瓦特納冰原的一部份。
通由橫越厄賴法冰蓋，登上华纳达尔斯火山的頂點是有可能的。

## 外部連結
- 歐洲火山照片